# 재지팩트
재지팩트(Jazzyfact)는 래퍼 빈지노와 프로듀서 시미 트와이스로 이루어진 대한민국의 힙합 그룹이다. 이웃 고등학교 친구로 만나 2008년에 팀을 결성, 2010년에 첫 정규 음반 Lifes Like를 발표하였고, 3장의 싱글 음반을 발표하였다. 주로 재즈 힙합을 선보이지만 다른 스타일의 음악도 소화하고 있다.

## 개요
재지팩트는 빈지노와 인근 고등학교에 다녔던 시미 트와이스가 고등학교 1, 2학년 무렵 처음 만나 2008년 결성하였다. 그 무렵, 각자 팀이 있었는데 빈지노는 당시 클럽 튠의 음악을 했었고 시미 트와이스는 재즈 힙합을 하고 있었다. 시미 트와이스는 "애시당초 그룹을 결성할 생각은 없었으나 함께 작업하다 보니 음반을 내도 되겠다 생각이 들어 하였다"고 밝혔다. 샘플링 작법으로 주로 작업을 하는 게 특징이다.
2009년, 음반 수록곡이기도 한 싱글 "Addicted2"를 힙합플레이야를 통해 무료 배포하였다. 또한 시미 트와이스가 직접 연출한 "Addicted2"와 공개곡 "Sunday Move"의 뮤직비디오를 공개하기도 하였다.
이후 2010년 7월, 정규 음반 발매 소식을 알렸고 10월 26일, 정규 음반 Lifes Like를 발매하였다. 1년 여 동안 작업하였으며, 참여진으로 션이슬로, 버벌 진트, 도끼 등이 참여하였고 14곡이 수록되었다. 이듬 해 8월 싱글 "Always Awake"를 발매하였고, 10월에는 "Big"을 발매하였다. 이후 11월 시미 트와이스의 군입대로 활동 중단하였다가 전역 후, 2014년부터 다시 함께 활동 중이며 음반을 작업하기 시작하였다.
5월 29일, EP Waves Like를 발매하였으나 빈지노의 군입대로 또 다시 잠정 휴식기를 갖게 되었다.

## 멤버
- 빈지노 - 래퍼
- 시미 트와이스 - 프로듀서, 하이프 맨

## 음반

### 정규 음반
- Lifes Like (2010)

### EP
- Waves Like (2017)

### 싱글 음반
- "Addicted2" (2009)
- "SundayMove" (2010)
- "Always Awake" (2011)
- "Big" (2011)